# Универзитет у Косовској Митровици
Универзитет у Косовској Митровици „Иса Бољетини” (алб. Universiteti i Mitrovicës "Isa Boletini") је државни универзитет у Косовској Митровици на албанском језику. Ради по наставном плану и програму Републике Косово, неповезан са Универзитетом у Приштини са привременим седиштем у Косовској Митровици који ради у систему Србије.

## Историја
Темељи студија високог образовања у Косовској Митровици постављени су отварањем Више техничке школе 1961. године. Године 1970. Технички факултет је отворио смерове за рударство, технологију и металургију, прво у Косовској Митровици, школске 1970/71, да би потом наставио у Приштини до оснивања Рударско-металуршког факултета у Косовској Митровици 1974. године. На основу 60-годишње традиције високог образовања у Косовској Митровици, Влада Републике Косово је 6. марта 2013. године основала универзитет у Косовској Митровици, након чега је 31. маја 2013. Скупштина Републике Косово ратификовала одлуку. У склопу Универзитета у Косовској Митровици ради шест факултета.
Студенти који су студирали на Рударско-металуршком факултету и Високој техничкој школи били су из свих крајева Косова и Метохије, с обзиром на то да су се ове области изучавале само у Косовској Митровици. Велики број студената дошао је и из других албанских средина, попут Северне Македоније, као и делова централне Србије попут Прешева, Бујановца и Медвеђе, као и Црне Горе. Овај универзитет је уписало и на њему дипломирало много страних студената, посебно са Блиског истока.

## Факултети
- Геолошки факултет
- Прехрамбено-технолошки факултет
- Машинско-рачунарски факултет
- Правни факултет
- Економски факултет
- Педагошки факултет